# Huenes Marcelo Lemos
Huenes Marcelo Lemos (* 5. Dezember 1981 in Iguatama), auch bekannt als Mineiro, ist ein ehemaliger brasilianischer Fußballspieler.

## Karriere
Mineiro begann seine Karriere 2000 bei América FC (SP). Danach spielte er bei CA Patrocinense, Operário Ferroviário EC und CS Alagoano. 2006 unterschrieb er einen Vertrag beim Erstligisten SC Internacional. 2008 wechselte er auf Leihbasis zum japanischen Gamba Osaka und gewann er mit dem Verein den AFC Champions League 2008. Danach spielte er bei EC Juventude, Porto Alegre FC und Criciúma EC.